# Symplocos leucantha
Symplocos leucantha är en tvåhjärtbladig växtart som beskrevs av Wilhelm Sulpiz Kurz. Symplocos leucantha ingår i släktet Symplocos och familjen Symplocaceae. Inga underarter finns listade i Catalogue of Life.